# 杨和杰克逊酒店
杨和杰克逊酒店（Young and Jackson）是澳大利亚墨尔本的一个酒店，位于弗林德斯街和斯旺斯顿街的拐角处。1861年开业，已列入维多利亚遗产名录。

## 历史
1837年，在墨尔本举行首次皇室土地出售时，这块殖民地的创始人之一约翰·巴特曼（John Batman）买下了这片土地。巴特曼在这片土地上为他的孩子们建造了一座房子，1839年，这座房子变成了学校。1853年校舍被夷为平地，在原址建立了仓库。1861年7月1日，王子桥酒店（Princes Bridge Hotel）在此开业，由约翰·P·图希（John P.Toohey）和他的兄弟创办，他们后来创立了图希啤酒品牌。1875年更名为扬和杰克逊酒店，以爱尔兰淘金者、亨利·菲格斯比·杨（Henry Figsby Young，1849年生于爱尔兰都柏林，1925年9月29日去世）和托马斯·约书亚·杰克逊（Thomas Joshua Jackson，1834年-1901年5月9日）表兄弟的名字命名。。产权由Koegh家族拥有123年，直到1979年由Marcel Gilbert收购。

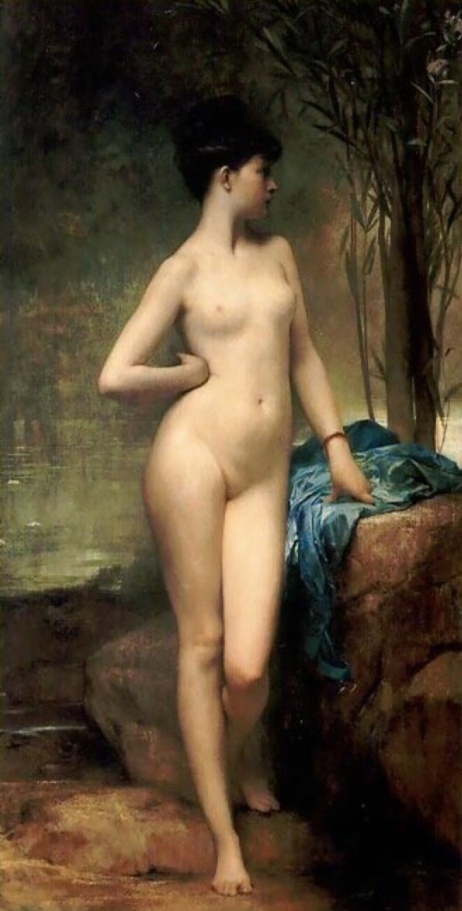
Chloé，Jules Joseph Lefebvre

## 伸延閱讀
- Schumer, Leslie A. . Journal (Royal Historical Society of Victoria). March 1983, 54 (1): 41–45. ISSN 0813-1295.
- Schumer, Leslie A. . Young & Jackson's (Hotel). East Malvern, Victoria: L.A. Schumer. 1981  [15 February 2017]. （原始内容存档于2022-06-20）.